# Pirámide de Elliniko

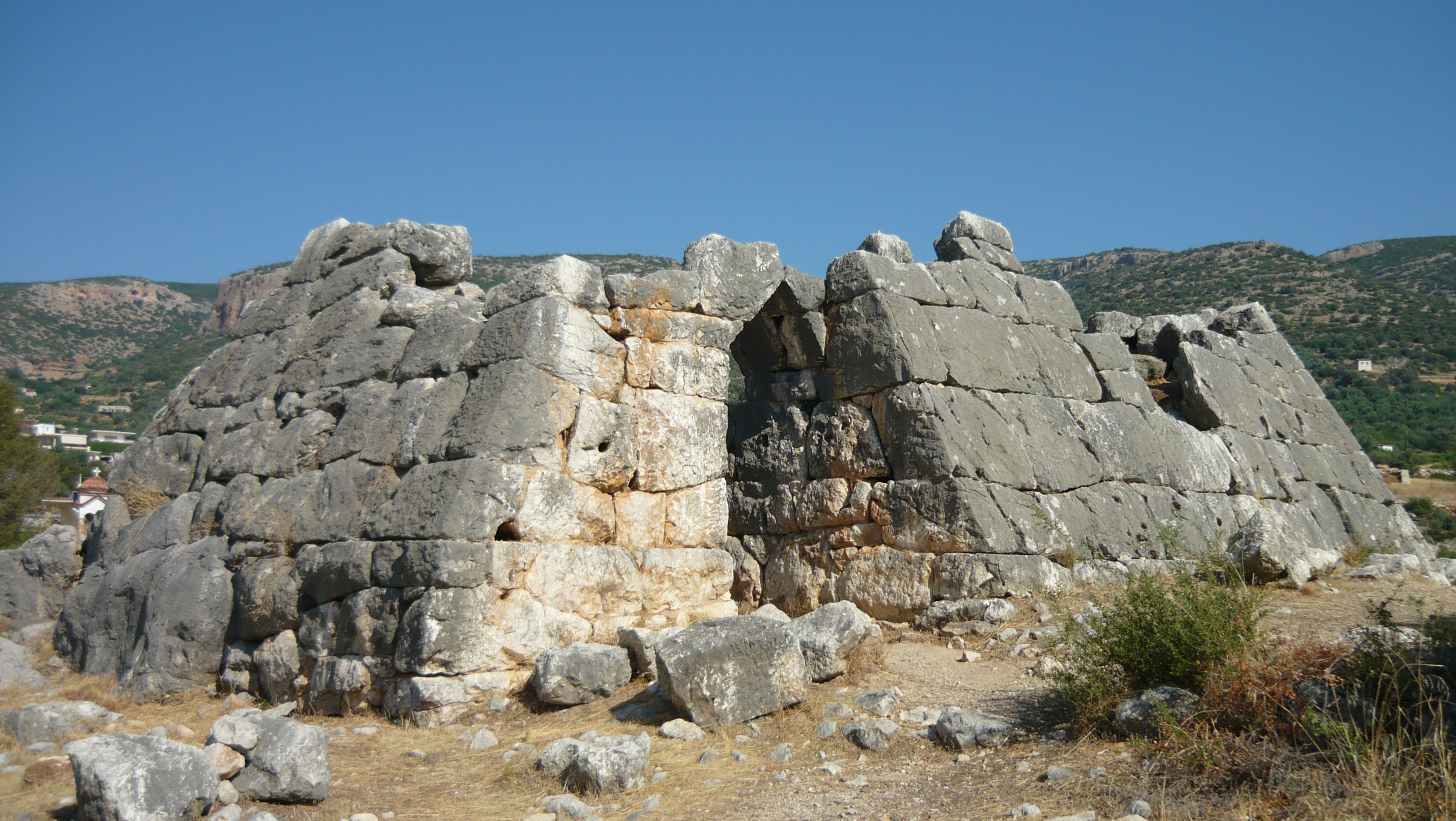
La pirámide de Elliniko.

Pirámides griegas, también conocidas como pirámides de Argólida, es el término utilizado para referirse a varias estructuras ubicadas en la llanura de Argólida en Grecia. La más conocida de ellas es la pirámide de Elliniko. La opinión predominante sitúa su construcción a finales del siglo IV a. C., aunque algunos han pretendido demostrar que se trata de una obra prehistórica. En la época del geógrafo Pausanias se consideraba que era una tumba. Sin embargo, hay investigadores del siglo XX que han sugerido otros posibles usos para esta edificación.

## Ubicación
Hay al menos dos estructuras similares a las pirámides que se conservan todavía: una en Elliniko y la otra en Ligourio/Ligurio, un pueblo cerca del antiguo Teatro de Epidauro.
En el borde sureste de la llanura de Argólida, cerca de los manantiales del río Erasinos (hoy Kephalari) y en la principal vía de comunicación que en la antigüedad conducía desde Argos hasta Tegea y el resto de Arcadia y Cinuria, está situada la pequeña estructura, inacabada, conocida como la «Pirámide de Elliniko».

## Referencias históricas

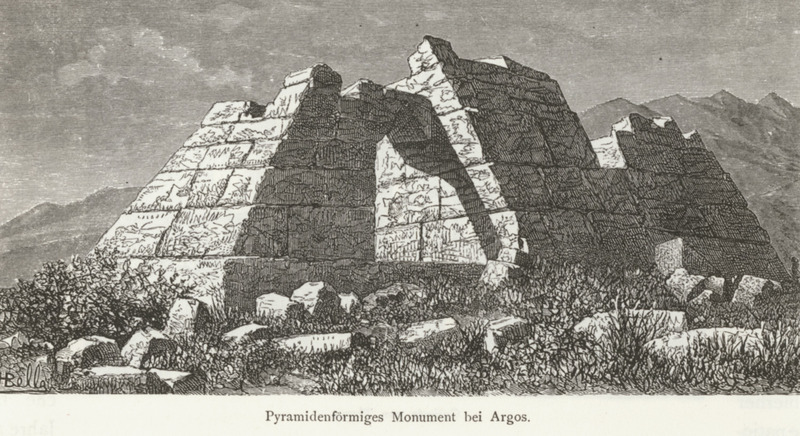
Ilustración de la pirámide de 1887.